# HD 162826
HD 162826 — звезда в созвездии Геркулеса. Находится на расстоянии около 110 световых лет от Солнца.
Звезда, вероятно, образовалась в той же звёздной колыбели, что и Солнце, и поэтому считается «родственницей Солнца».

## Характеристики
Звезда имеет спектральный класс F8V, её масса в 1,15 раза превышает массу Солнца.
В 2014 году команда астрономов во главе с Айвеном Рамиресом (Ivan Ramirez) в Техасском университете в Остине провела исследование 30 кандидатов на звание «родственницы Солнца». Учёные сравнили химические составы кандидатов со составом Солнца (с особенным вниманием на элементы барий и иттрий) и также их галактических орбит. На основе этих критериев остался лишь один кандидат, именно звезда HD 162826. В ноябре 2018 года HD 162826 сместила звезда HD 186302 признанная наиболее вероятным «сбежавшим» братом-близнецом Солнца.